# 野立町 (名古屋市)
野立町（のだてちょう）は愛知県名古屋市熱田区及び中川区の町名。現行行政地名は野立町1丁目から野立町3丁目と22の小字。住居表示未実施。中川区野立町は河川用地のみ。

## 地理
名古屋市熱田区の西部に位置し、南に河田町、北に切戸町、東に神野町と中出町、西に花塚町と中野本町と荒越町と接する。
野立町には「喧嘩池」なる小字がある。これは江戸初期に当時中野村であった当地で、藩士と農民の激烈な喧嘩が起こったことに由来する。1621年（元和7年）に武士8人が当地に魚を取りに来た際、瓜を盗んで当地の百姓と喧嘩になり騒ぎとなった。この際に武士に改易、百姓に斬罪の処罰が下った。しかし翌年、改易となった武士が報復として村を訪れて、約60人の村人を殺害し、武士やその親族が切腹などの処罰を受ける大騒動となったという。この事件は戦国期の気風が残っていた江戸初期の尾張で起きた闘争の代表例として知られている。

### 字一覧
野立町には小字が残る。野立町及びその前身である愛知郡野立村の小字を以下に示す。
以下の表において、
- 消滅した字については背景色    で示す。
- 現存する字のうち熱田区に所在するものには★を、中川区に所在するものには■を付した。
- 括弧内には読みを示す。

| 字                        | 字                             |
| ------------------------- | ------------------------------ |
| 荒越（あらこし）★         | 上田（うえだ）★                |
| 内新田（うちしんでん）■   | 江戸里（えどさと）             |
| 大道西（おおみちにし）    | 大道東（おおみちひがし）       |
| 大山（おおやま）■         | 御千代田（おちよだ）★          |
| 海道畔（かいどうぐろ）★   | 蒲池（がまいけ）               |
| 上川田（かみかわだ）      | 上之切（かみのきり）■          |
| 京田（きょうでん）        | 切戸裏（きれとうら）★          |
| 喧嘩池（けんかいけ）★     | 古起（ふるおこし）             |
| 五反畑（ごたんばた）      | 三味越（さみこし）★            |
| 七百成（ななひゃくなり）■ | 下川田（しもかわだ）★          |
| 下地（しもじ）■           | 下ノ切（しものきり）           |
| 新落山（しんおちやま）    | 神明前（しんめいまえ）         |
| 瀬戸（せど）              | 惣左ェ門池（そうざえもんいけ） |
| 段之上（だんのうえ）      | 寺浦（てらうら）               |
| 童子（どうじ）★           | 七畝割（ななせわり）           |
| 西青池（にしあおいけ）    | 西河田（にしかわだ）           |
| 西新開（にししんがい）    | 西新田（にししんでん）         |
| 西枇杷池（にしびわいけ）★ | 子新田（ねしんでん）■          |
| 鼠地米（ねずみじごめ）★   | 野田（のだ）                   |
| 東青池（ひがしあおいけ）★ | 東河田（ひがしかわだ）★        |
| 東新田（ひがししんでん）★ | 東田面（ひがしどんも）         |
| 枇杷池（びわいけ）        | 平治ヶ池（へいじがいけ）★      |
| 前新開（まえしんがい）    | 水落（みずおち）               |
| 明田（みょうでん）        | 六畝割（ろくせわり）■          |

## 歴史

### 町名の由来
前身である野立村が中野村と牛立村の合併により成立したことによる合成地名。野立村は名古屋市編入後は野立町となるが、町名整理により大部分が他の町名に編入された。
現行の野立町1丁目から3丁目は、江戸期まで牛立村と中野村の境界付近であった地域にあたり、二村の領地が複雑に入り組んでいた。

### 行政区画の変遷
- 1878年（明治11年）12月28日 - 愛知郡牛立村・中野村の合併により、同郡野立村が成立[1]。
- 1889年（明治22年）10月1日 - 合併により愛知郡八幡村大字野立となる[1]。
- 1921年（大正10年）8月22日 - 合併により名古屋市南区野立町となる[1]。
- 1934年（昭和9年）5月1日 - 野立町字喧嘩池の一部を古新町に編入[8]。
- 1936年（昭和11年）
  - 5月1日 - 野立町字上田の一部を同区切戸町に、字御千代田の一部を青池町・千代田町に、字京田の一部を千代田町にそれぞれ編入[9]。
  - 10月15日 - 野立町字切戸裏の一部を切戸町・幡野町に、字海道畔の一部を幡野町にそれぞれ編入[10]。
  - 11月16日 - 野立町字野田・古起・枇杷池の各一部を同区神野町、中出町に編入[11]。字枇杷池の一部を青池町に編入[11]。
- 1937年（昭和12年）
  - 7月14日 - 野立町字野田・東新田の一部を同区西野町に、字枇杷池の一部を同区青池町に、字江戸里の一部を青池町・千代田町にそれぞれ編入[12]。
  - 10月1日 - 南区野立町が中川区に編入され、同区野立町となる[1]。また、南区野立町の一部（字野田・古起・東新田・枇杷池・五反畑）が熱田区に編入され、同区野立町が成立[13][14]。
  - 12月7日 - 野立町字上田・海道畔の各一部を切戸町に、字御千代田の一部を青池町・千代田町に、字京田の一部を千代田町にそれぞれ編入[15]。
  - 12月14日 - 野立町字上田・海道畔の各一部を切戸町に、字御千代田の一部を青池町・千代田町に、字京田の一部を千代田町にそれぞれ編入[15]。
- 1939年（昭和14年）5月1日 - 中川区野立町字明田の一部を同区明野町に、字京田の一部を八千代通・明野町に、字五反畑の一部を八千代通・明野町・柳川町それぞれ編入[13][12]。
- 1944年（昭和19年）2月11日 - 中川区野立町と熱田区野立町の間で境界変更が行われる[13]。
- 1952年（昭和27年）3月25日 - 熱田区野立町字野田の全域を西野町1丁目・大宝町2・3丁目・西郊通4丁目に、字古起の全域を西郊通2・3・4丁目・比々野町・中出町1丁目に、字東新田の一部を西野町2・3丁目、西郊通6・7丁目に、字枇杷池の全域を青池町3丁目・中出町1丁目・西郊通3・4丁目に、字荒越の一部を野立町1・2丁目と中川区野立町にそれぞれ編入[13]。
- 1960年（昭和35年）3月25日 - 熱田区野立町字喧嘩池の一部を野立町3丁目・河田町に、字三味越の一部を野立町1丁目・切戸町3丁目にそれぞれ編入[8]。熱田区野立町字喧嘩池・三味越の一部を中川区に変更[8]。

- その他、熱田区野立町は西野町・河田町・中出町・比々野町・青池町・切戸町・幡野町・千代田町・明野町・大宝町・西郊通・川並町にそれぞれ編入されている[13]。
- 中川区野立町は、外新町・大山町・花塚町・中野本町・荒越町・牛立町・丹後町・神郷町・元中野町・清川町・応仁町・福川町・丸米町・清船町・八熊通・幡野町・八千代通・熱田区幡野町・明野町・古新町・西野町・河田町・神野町・中出町・比々野町・青池町・切戸町・千代田町・柳川町にそれぞれ編入されている[1]。

## 世帯数と人口
2018年（平成30年）12月1日現在の世帯数と人口は以下の通りである。
| 町丁   | 世帯数  | 人口    |
| ------ | ------- | ------- |
| 野立町 | 508世帯 | 1,020人 |

### 人口の変遷
国勢調査による人口の推移。
| 1995年（平成7年）  | 1,305人 |  |  |
| 2000年（平成12年） | 1,149人 |  |  |
| 2005年（平成17年） | 1,055人 |  |  |
| 2010年（平成22年） | 1,065人 |  |  |
| 2015年（平成27年） | 1,022人 |  |  |

### 世帯数の変遷
国勢調査による世帯数の推移。
| 1995年（平成7年）  | 445世帯 |  |  |
| 2000年（平成12年） | 436世帯 |  |  |
| 2005年（平成17年） | 433世帯 |  |  |
| 2010年（平成22年） | 475世帯 |  |  |
| 2015年（平成27年） | 486世帯 |  |  |

## 学区
市立小・中学校に通う場合、学校等は以下の通りとなる。また、公立高等学校に通う場合の学区は以下の通りとなる。なお、小学校は学校選択制度を導入しておらず、番毎で各学校に指定されている。
| 丁目・字       | 小学校                                    | 中学校                 | 高等学校 |
| -------------- | ----------------------------------------- | ---------------------- | -------- |
| 野立町1丁目    | 名古屋市立野立小学校                      | 名古屋市立日比野中学校 | 尾張学区 |
| 野立町2丁目    | 名古屋市立野立小学校                      | 名古屋市立日比野中学校 | 尾張学区 |
| 野立町3丁目    | 名古屋市立野立小学校 名古屋市立大宝小学校 | 名古屋市立日比野中学校 | 尾張学区 |
| 野立町字喧嘩池 | 名古屋市立大宝小学校                      | 名古屋市立日比野中学校 | 尾張学区 |
| 野立町字下川田 | 名古屋市立野立小学校                      | 名古屋市立日比野中学校 | 尾張学区 |

## 施設
- 童子公園

1963年（昭和38年）4月1日供用開始。
- なかよしどんぐりひろば
- 聞信寺

## その他

### 日本郵便
- 郵便番号 : 456-0066[WEB 2]（集配局：熱田郵便局[WEB 14]）。